# 観音寺 (小牧市岩崎)

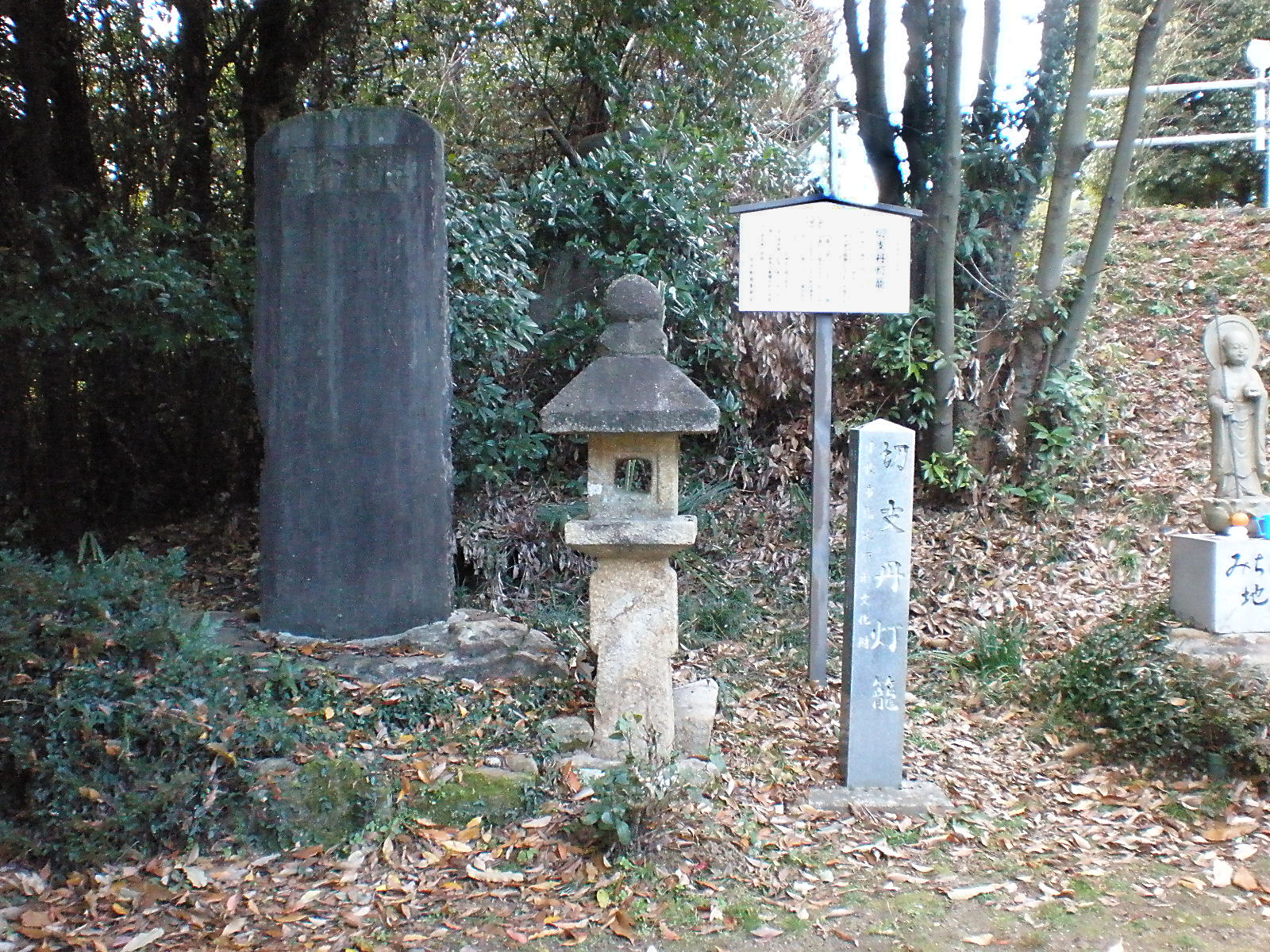
切支丹灯籠

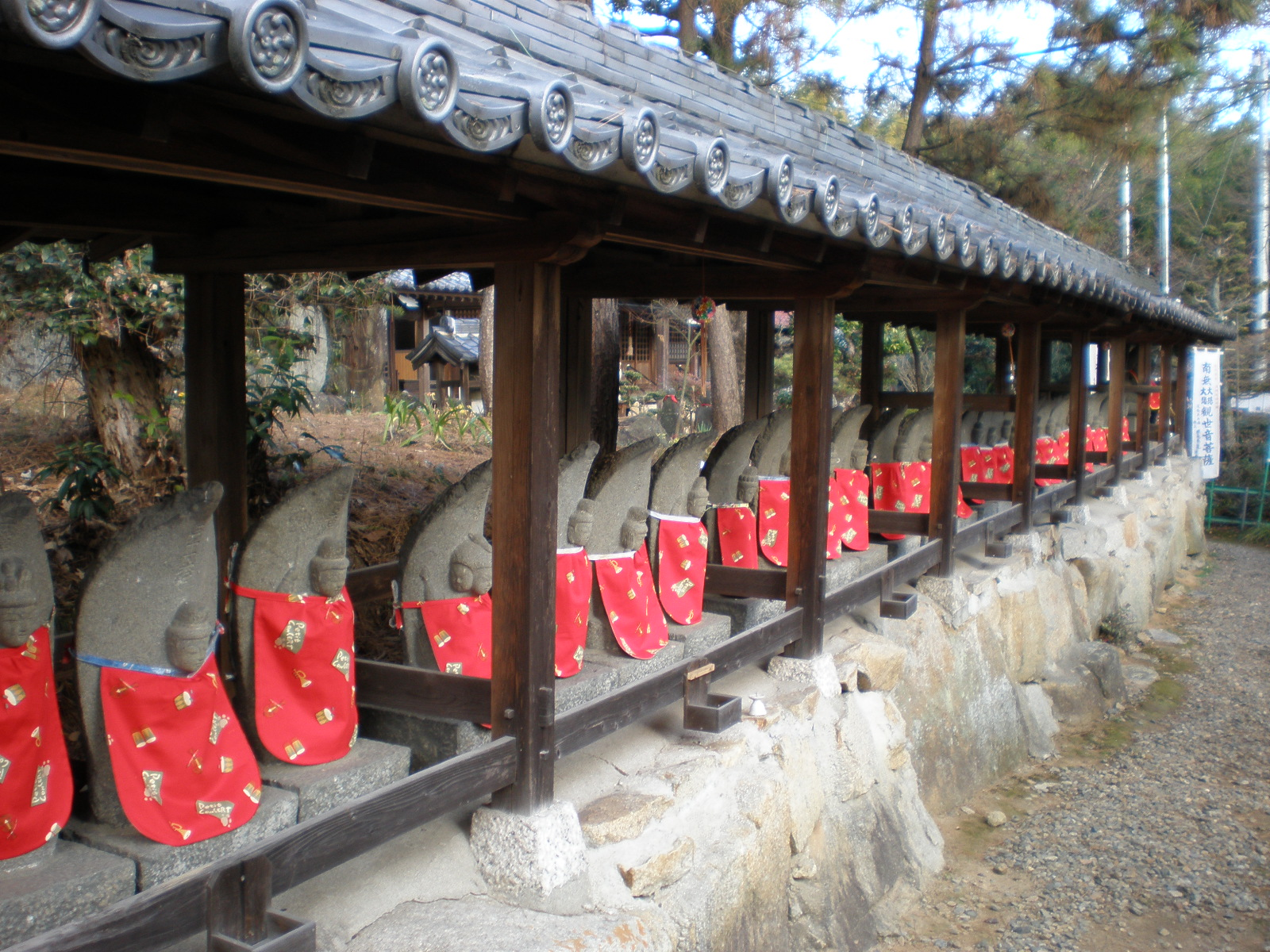
西国三十三観音

観音寺（かんのんじ）とは、愛知県小牧市岩崎にある曹洞宗の寺院。

## 概要
山号は能登山。小牧十観音の第二番札所であり、かつ尾張西国三十三観音の第六番札所でもある。

## 歴史
- 1970年（昭和45年）3月26日 - 切支丹灯籠が小牧市の指定有形文化財に。
- 1990年（平成2年） - 切支丹灯籠が境内に移転される。

## 所蔵品・文化財
- 切支丹灯籠 - 石で作られた灯篭。切支丹（キリシタン）に関連するものではないかと考えられている。元は別の場所（個人宅の庭）にあったが、1990年（平成2年）に市へと寄贈され、現在地に移転された。小牧市の指定有形文化財。
- 西国三十三観音

## 宗派
元は別の宗派であったが、後に曹洞宗に改めた。

## 関連書籍
- 『尾張と美濃のキリシタン』横山住雄 / 著（中日出版社、1979年） - 切支丹灯籠に関する記述あり。